# Didići
Didići (malim slovom, didići: Poljica, Zagora, Kaštela) ili djedići (Konavle) su plemenitaški hrvatski rodovi. Ovim nazivom se zovu hrvatski praplemenitaški rodovi. Poznati su na području Kaštela, Zagore, Konavala, i drugdje, a osobito u Poljicima.
U osnovi, Didići su plemeniti rodovi koji posjeduju svoju zemlju (plemenšćinu, bašćinu) koju obrađuju njihovi težaci. Iz njihovih se redova u srednjem vijeku regrutiraju vojnici i izdvajaju plemići (darovnicama kralja ili feudalaca). Isto tako, diobom plemenšćine na manje dijelove grananjem rodova ili zbog uzurpiranja imanja od strane feudalaca, crkve i gradskih komuna, didići se stapaju s pukom. 
Na području Kaštela pod utjecajem gradskih komuna Didići su u 13. stoljeću prestali biti značajniji društveni sloj. Unatoč tome, Didići su prisutni sve do osnivanja starih jezgri Kaštela, a običaji i prava biranja župnika-upravitelja didićkih nadarja (zemlišta darovanih crkvicama) iz srednjeg vijeka (Sv. Marija od Špiljana-Stomorija i sv. Ivan od Birnja) ostaju očuvani do 19. stoljeća. Sličan razvoj je vidljiv i susjednoj Zagori, ili u Konavlima nakon što su potpala pod dubrovačku vlast.
Poljica su primjer opstanka i razvijanja didićkog uređenja društva. Ondje su sve do uništenja poljičke knežije nakon francuskog zločinačkog pohoda 1806., bili vrlo brojni (′′didići’’ ili ′′bosansko i humsko plemstvo - vlastela’’). Činili su ključnu skupinu poljičkog plemstva jer su poljička vlastela i tzv. ’’ugarsko plemstvo’’ bili razmjerno malobrojni, pa iako su birali velikog kneza Poljica obično iz redova poljičke vlastele, po slobodnoj volji birali su ih i među ovim drugima. Austrijska je vladavina nakon 1815. izjednačila i poljičko plemstvo i didiće i ugarsko plemstvo tj. svu vlastelu s ostalim pučanstvom, a Poljica su upravno podijeljena između susjednih općina.

## Poveznice
- Poljica
- Poljička republika
- http://poljica.hr/